# Òxids de cobalt de liti níquel manganès

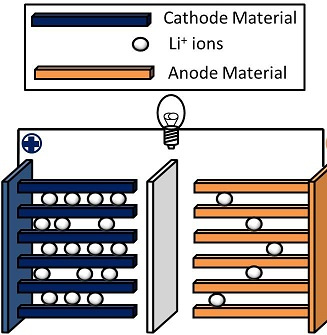
Esquema general d'una bateria d'ions de liti. Els ions de liti s'intercalen al càtode o ànode durant la càrrega i la descàrrega.

Els òxids de cobalt de liti níquel manganès (abreujats NMC, Li-NMC, LNMC o NCM) són òxids metàl·lics barrejats de liti, níquel, manganès i cobalt amb la fórmula general LiNix Mny Co1-xy O2. Aquests materials s'utilitzen habitualment en bateries d'ions de liti per a dispositius mòbils i vehicles elèctrics, actuant com a càtode de càrrega positiva.
Hi ha un interès particular en l'optimització de NMC per a aplicacions de vehicles elèctrics a causa de l'alta densitat d'energia i tensió de funcionament del material. La reducció del contingut de cobalt a NMC també és un objectiu actual, a causa de problemes ètics amb la mineria de cobalt i l'alt cost del metall. A més, un augment del contingut de níquel proporciona més capacitat dins de la finestra de funcionament estable.

## Estructura

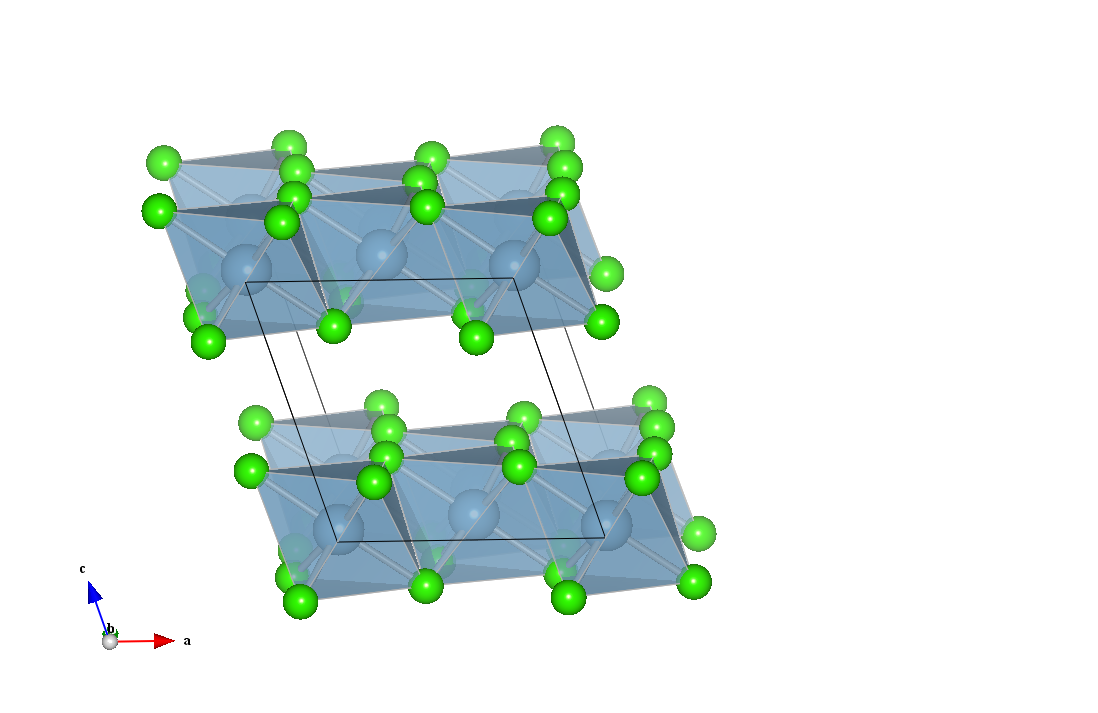
Exemple d'estructura en capes. Els ions de liti poden entrar i sortir entre les capes.

Els materials NMC tenen estructures en capes similars al compost d'òxid metàl·lic individual òxid de cobalt de liti (LiCoO2). Els ions de liti s'intercalen entre les capes després de la descàrrega, romanent entre els plans de la gelosia fins que la bateria es carrega, moment en què el liti es desintercala i es mou a l'ànode.
Els punts d'un diagrama de fases de solució sòlida entre els membres extrems LiCoO2, LiMnO2 i LiNiO2 representen càtodes NMC estequiomètrics. Tres números immediatament després de l'abreviatura NMC indiquen l'estequiometria relativa dels tres metalls definidors. Per exemple, una composició molar de NMC de 33% de níquel, 33% de manganès i 33% de cobalt s'abreviaria a NMC111 (també NMC333 o NCM333) i tindria una fórmula química de LiNi0,33Mn0,33Co0,33O2. Una composició de 50% níquel, 30% manganès i 20% cobalt s'anomenaria NMC532 (o NCM523) i tindria la fórmula LiNi0,5Mn0,3Co0,2O2. Altres composicions habituals són NMC622 i NMC811. El contingut general de liti normalment es manté al voltant d'1: 1 amb el contingut total de metalls de transició, amb mostres comercials de NMC que solen contenir menys del 5% d'excés de liti.
Per a NMC111, els estats d'oxidació ideals per a la distribució de càrrega són Mn4+, Co3+ i Ni2+. El cobalt i el níquel s'oxiden parcialment a Co4+ i Ni4+ durant la càrrega, mentre que Mn 4+ roman inactiu i manté l'estabilitat estructural. La modificació de l'estequiometria del metall de transició canvia les propietats del material, proporcionant una manera d'ajustar el rendiment del càtode. Sobretot, augmentar el contingut de níquel en NMC augmenta la seva capacitat de descàrrega inicial, però disminueix la seva estabilitat tèrmica i retenció de capacitat. L'augment del contingut de cobalt té el preu de substituir el níquel de major energia o el manganès químicament estable, alhora que és car. L'oxigen es pot generar a partir de l'òxid metàl·lic a 300 °C quan està completament descarregat, degradant la xarxa. Un contingut més alt de níquel disminueix la temperatura de generació d'oxigen alhora que augmenta la generació de calor durant el funcionament de la bateria. La mescla de cations, un procés en què Li+ substitueix els ions Ni2+ a la xarxa, augmenta a mesura que augmenta la concentració de níquel. La mida similar de Ni2+ (0,69 Å) i Li+ (0,76 Å) facilita la barreja de cations. Desplaçar el níquel de l'estructura en capes pot alterar les característiques d'unió del material, formant fases indesitjables i disminuint la seva capacitat.

## Síntesi
La cristalinitat, la distribució de la mida de les partícules, la morfologia i la composició afecten el rendiment dels materials NMC, i aquests paràmetres es poden ajustar mitjançant diferents mètodes de síntesi. El primer informe d'òxid de níquel manganès cobalt va utilitzar un mètode de coprecipitació, que encara s'utilitza habitualment avui dia. Aquest mètode consisteix a dissoldre junts la quantitat desitjada de precursors metàl·lics i després assecar-los per eliminar el dissolvent. A continuació, aquest material es barreja amb una font de liti i s'escalfa a temperatures de fins a 900 °C sota oxigen en un procés anomenat calcinació. Els hidròxids, l'àcid oxàlic i els carbonats són els agents de coprecipitació més comuns.
Els mètodes sol-gel són un altre mètode comú de síntesi de NMC. En aquest mètode, els precursors de metalls de transició es dissolen en una solució de nitrat o acetat, després es combinen amb una solució de nitrat de liti o acetat de liti i àcid cítric. Aquesta barreja s'agita i s'escalfa a uns 80 °C en condicions bàsiques fins que es forma un gel viscós. El gel s'asseca al voltant dels 120 °C i calcinat dues vegades, una vegada a 450 °C i de nou a 800-900 °C, per obtenir material NMC.
El tractament hidrotèrmic es pot combinar amb les vies de coprecipitació o sol-gel. Consisteix a escalfar el coprecipitat o els precursors del gel en un autoclau. Els precursors tractats es filtren i es calcinen normalment. Els tractaments hidrotèrmics abans de la calcinació milloren la cristalinitat de NMC, la qual cosa augmenta el rendiment del material a les cèl·lules. No obstant això, això comporta el cost de temps de processament de materials més llargs.

## Propietats
La tensió cel·lular de les bateries d'ions de liti amb càtodes NMC és de 3,6–3,7 V.
Arumugam Manthiram ha informat que el posicionament relatiu de les bandes 3d dels metalls a la banda d'oxigen 2p condueix al paper de cada metall dins dels materials del càtode NMC. La banda 3d de manganès es troba per sobre de la banda 2p d'oxigen, donant lloc a l'alta estabilitat química del manganès. Les bandes 3d de cobalt i níquel se superposen a la banda d'oxigen 2p, cosa que els permet carregar-se als seus estats d'oxidació 4+ sense que els ions d'oxigen perdin densitat electrònica.

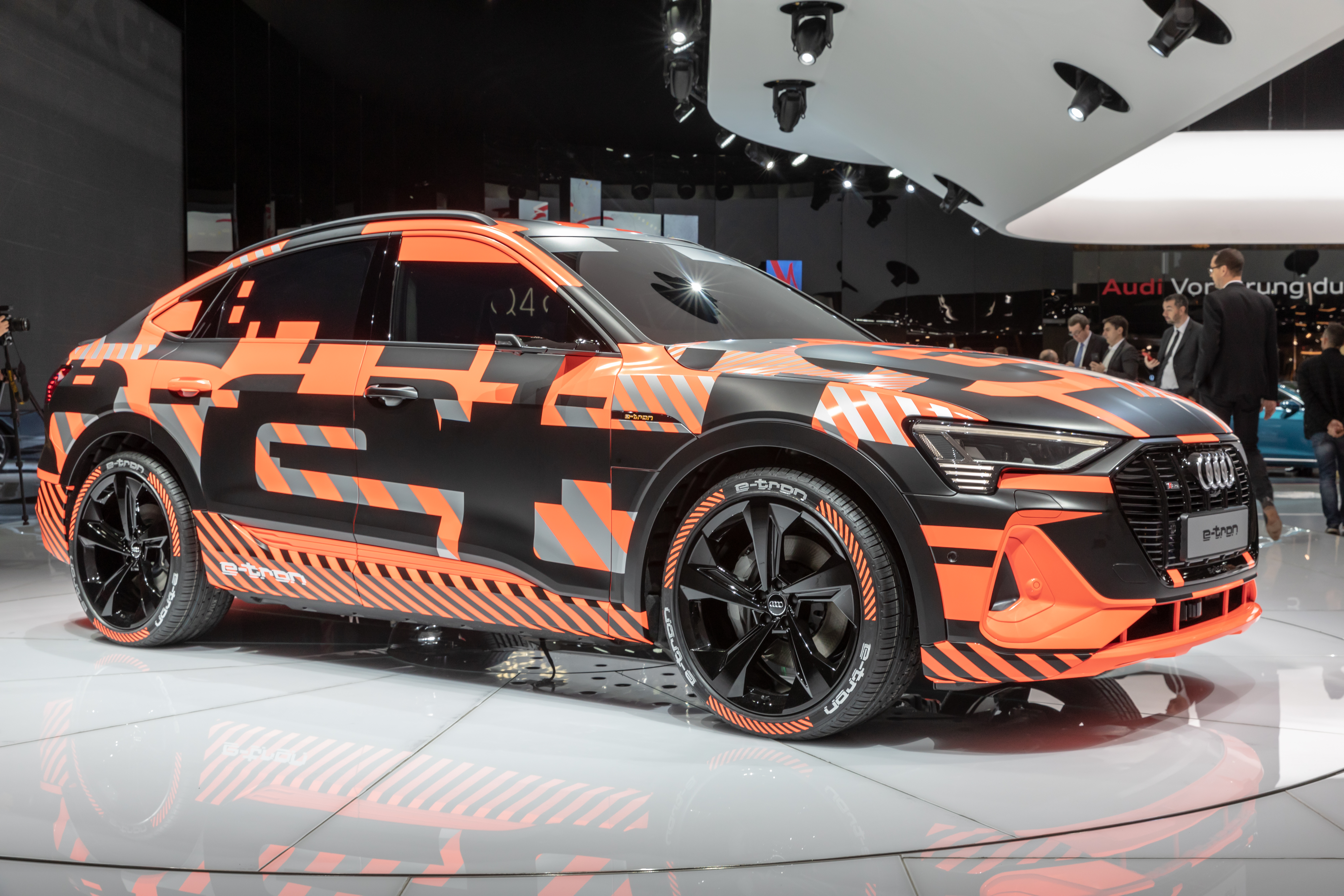
Audi e-tron Sportback, un cotxe que utilitza bateries basades en NMC com a font d'energia.

## Ús
Molts cotxes elèctrics utilitzen bateries de càtode NMC. Les bateries NMC es van instal·lar al BMW ActiveE el 2011 i al BMW i8 a partir del 2013. Altres cotxes elèctrics amb bateries NMC inclouen, a partir del 2020: Audi e-tron GE, BAIC EU5 R550, BMW i3, BYD Yuan EV535, Chevrolet Bolt, Hyundai Kona Electric, Jaguar I-Pace, Jiangling Motors JMC E200L, NIO ES6, Nissan Leaf S Plus, Renault ZOE, Roewe Ei5, VW e-Golf i VW ID.3. Només alguns fabricants de cotxes elèctrics no utilitzen càtodes NMC a les seves bateries de tracció. Tesla és una excepció significativa, ja que utilitzen bateries d'òxid d'alumini de níquel cobalt i fosfat de ferro de liti per als seus vehicles. El 2015, Elon Musk va informar que l'emmagatzematge domèstic Tesla Powerwall es basa en NMC per augmentar el nombre de cicles de càrrega/descàrrega durant la vida útil de les unitats.
Els dispositius electrònics mòbils com ara telèfons mòbils/telèfons intel·ligents, ordinadors portàtils i pedelecs també poden utilitzar bateries basades en NMC. Aquestes aplicacions utilitzaven gairebé exclusivament bateries d'òxid de cobalt de liti anteriorment. Una altra aplicació de les bateries NMC són les centrals d'emmagatzematge de bateries. Dos d'aquests sistemes d'emmagatzematge es van instal·lar a Corea el 2016 amb una capacitat combinada de 15 MWh. El 2017, es va instal·lar i posar en funcionament una bateria NMC de 35 MW amb una capacitat d'11 MWh a Newman, a l'estat australià d'Austràlia Occidental.